# راکا رولا
راکا رولا عنوان اولین آلبوم استودیویی گروه هوی متال جوداس پریست است که در سپتامبر ۱۹۷۴ منتشر شد. تهیه‌کنندگی این آلبوم بر عهده راجر بین بود، کسی که به خاطر تهیه‌کنندگی بر روی سه آلبوم اول بلک سبث به شهرت رسیده بود.

## فهرست آهنگ‌ها
آهنگسازی تمامی آهنگ‌های این آلبوم توسط راب هالفرد و کی.کی. داونینگ انجام شده‌است مگر در مواردی که ذکر شده‌است.
1. «یکی به سوی جاده» - ۴:۳۴
2. «راکا رولا (هالفرد، داونینگ، گلن تیپتون) - ۳:۰۵
3. «زمستان» (ال اتکینز، داونینگ، یان هیل) - ۱:۴۲
4. «افسردگی ژرف» (داونینگ) - ۱:۲۱
5. «عقب نشاندن زمستان» - ۳:۲۸
6. «متقلب» - ۲:۵۹
7. «نامتقاعد همیشگی» (اتکینز، داونینگ) - ۴:۵۰
8. «فرار از آسیاب» (هالفرد، داونینگ، تیپتون) - ۸:۳۴
9. «می‌میرم تا تو را ببینم» - ۶:۲۳
10. «خاویار و متادون» (اتکینز، داونینگ، هیل) - ۲:۰۲

### قطعه اهدایی در نسخه ضبط مجدد ۱۹۸۷
1. «الماس‌ها و زنگار» (جوآن بائز) - ۳:۱۲

## اعضای گروه
- راب هالفرد - خواننده، ساز دهنی
- کی.کی. داونینگ - گیتار
- گلن تیپتون - گیتار، سینث‌سایزر، خواننده همخوان
- یان هیل - گیتار باس
- جان هینچ - درامز